# Kirchenkreis München und Oberbayern
Der evangelische Kirchenkreis München und Oberbayern war einer der sechs Kirchenkreise der Evangelisch-Lutherischen Kirche in Bayern (ELKB). Er war im Wesentlichen deckungsgleich mit dem Gebiet Oberbayerns. Zum 1. März 2025 wurde er im Zuge einer Strukturreform mit den Kirchenkreisen Augsburg und Regensburg zum Kirchenkreis Schwaben-Altbayern fusioniert. Letzter amtierender Regionalbischof war Thomas Prieto Peral.

## Geschichte
Der Kirchenkreis wurde im Januar 1921 gemeinsam mit den Kirchenkreisen Bayreuth und Ansbach eingerichtet, als nach dem Ende des landesherrlichen Kirchenregiments die konsistorial verfasste zu einer presbyterial-synodal verfassten Kirche ungebildet und das Oberkonsistorium in München aufgehoben wurde. 1952 gab der Kirchenkreis die Dekanate Landshut, Passau und Regensburg an den neu gegründeten Kirchenkreis Regensburg und das Dekanat Pappenheim an den schon seit 1935 bestehenden Kirchenkreis Nürnberg ab; 1971 die Dekanate Augsburg, Ebermergen (jetzt Donauwörth), Kempten (Allgäu), Memmingen, Neu-Ulm, Nördlingen und Oettingen an den neu gegründeten Kirchenkreis Augsburg. Die Errichtung eigener Kirchenkreise für Ostbayern und Schwaben ergab sich durch den Zuzug von Heimatvertriebenen evangelischen Bekenntnisses in ursprünglich rein katholischen Gegenden nach dem Zweiten Weltkrieg.
Die Landessynode der ELKB beschloss im November 2024, dass die drei Kirchenkreise München und Oberbayern, Augsburg und Regensburg ab März 2025 wieder zusammengeschlossen werden sollen. Der neue Kirchenkreis Schwaben-Altbayern soll in einer Erprobungsphase zunächst von zwei Regionalbischöfen geleitet werden.

## Liste der Regionalbischöfe (bis 1999 Kreisdekane)
| - 1921–1934 Karl Baum - 1934–1952 Oscar Daumiller - 1952–1961 Arnold Schabert - 1961–1971 Hans Schmidt - 1971–1977 Georg Lanzenstiel | - 1977–1980 Theodor Glaser - 1980–1990 Friedrich Kalb - 1990–2001 Martin Bogdahn - 2001–2019 Susanne Breit-Keßler - 2019–2023 Christian Kopp - 2023–2025 Thomas Prieto Peral |

## Dekanatsbezirke
Der Kirchenkreis umfasste bei seiner Auflösung sieben Dekanatsbezirke. Das Dekanat München ist wegen seiner Größe in sechs Prodekanate unterteilt
| - Bad Tölz - Freising - Fürstenfeldbruck - München | - Rosenheim - Traunstein - Weilheim in Oberbayern |